# Municipio de Shawswick
El municipio de Shawswick (en inglés: Shawswick Township) es un municipio ubicado en el condado de Lawrence en el estado estadounidense de Indiana. En el censo del año 2010 tenía una población de 20,469 habitantes. Tiene una población estimada, en 2019, de 20,218 habitantes.

## Geografía
El municipio de Shawswick se encuentra ubicado en las coordenadas 38°51′24″N 86°25′59″O / 38.85667, -86.43306. Según la Oficina del Censo de los Estados Unidos, el municipio tiene una superficie total de 180.95 km², de la cual 180.07 km² corresponden a tierra firme y (0.49%) 0.89 km² es agua.

## Demografía
Según el censo de 2010, había 20469 personas residiendo en el municipio de Shawswick. La densidad de población era de 113,12 hab./km². De los 20469 habitantes, el municipio de Shawswick estaba compuesto por el 96.84% blancos, el 0.59% eran afroamericanos, el 0.31% eran amerindios, el 0.66% eran asiáticos, el 0.03% eran isleños del Pacífico, el 0.36% eran de otras razas y el 1.21% pertenecían a dos o más razas. Del total de la población el 1.47% eran hispanos o latinos de cualquier raza.